# 369
| 369                |
| ------------------ |
| Dødsfald - Fødsler |
|                    |

| Gregoriansk kalender | 369 CCCLXIX             |
| Ab urbe condita      | 1122                    |
| Armensk kalender     | I/T                     |
| Kinesiske kalender   | 3065 – 3066 戊辰 – 己巳 |
| Etiopisk kalender    | 361 – 362               |
| Jødisk kalender      | 4129 – 4130             |
| Hindukalendere       |                         |
| - Vikram Samvat      | 424 – 425               |
| - Shaka Samvat       | 291 – 292               |
| - Kali Yuga          | 3470 – 3471             |
| Iransk kalender      | 253 BP – 252 BP         |
| Islamisk kalender    | 261 BH – 260 BH         |

Se også 369 (tal)

## Begivenheder
- Den romerske kejser Valentinian 1. sikrer rhingrænsen med militærlejre og oplister burgundernes støtte i sin krig mod en anden germansk stamme, alemannerne.
- Magister militum Flavius Theodosius (far til den senere kejser Theodosius) angriber alemannerne fra Raetia.
- Ambrosius udnævnes til landshøvding (praefectus consulare) i Milano.
- Fritigern bliver vestgoternes konge, hvorefter kejser Valens (bror til Valentinian) krydser Donau ved Noviodunum og overvinder goterne under Athanarik, som må flygte for sit liv og senere slutter fred med romerne. Fritigern døbes.
- Flavius Theodosius bringer Britannien under romersk styre igen efter løsrivelsesforsøget 367.
- Den persiske konge Shapur 2. besætter det romerskvenlige kongerige Armenien.
- Goguryeo invaderer det koreanske kongerige Baekje.

## Født
- Huan Xuan, krigsherre og herre over det østlige Jin-dynasti (død 404)